# Cosmo Innes
Cosmo Nelson Innes, né le 9 septembre 1798 à Durris-on-Deeside et mort le 31 juillet 1874 à Killin, est un avocat, juge, historien et antiquaire écossais.
Il est avocat à la Cour, shérif d'Elginshire, et clerc principal de session au parlement (Principal Clerk of Session).

## Biographie
Né de John Innes de Leuchars et d'Euphemia Russell, il fréquente un lycée à Édimbourg, puis l'université d'Aberdeen et de Glasgow. Il poursuit ses études au Balliol College d'Oxford. Il est admis à la faculté des avocats en 1822, puis il est rémunéré comme professeur de droit constitutionnel et d'histoire à l'université d'Édimbourg en 1846.
Il est l'auteur de Scotland in the Middle Ages (1860)), et de Sketches of Early Scottish History (1861)).
Il a aussi édité plusieurs manuscrits historiques pour le Bannatyne Club et d'autres sociétés savantes.
Il est membre de la Society of Antiquaries of Scotland.

### Famille
En 1826, Innes se marie avec Isabella, sœur de Hugh Rose (1781–1827) de Kilravock, près de Nairn.
Sa  sœur Katherine se marie avec l'historien John Hill Burton en 1855. Ils ont eu comme enfants l'ingénieur W. K. Burton et l'artiste Mary Rose Hill Burton.
Sa  sœur Mary se marie avec Robert Finlay, 1er vicomte Finlay, Lord grand chancelier de Grande-Bretagne.